# Бутоју де Сус (Дамбовица)
Бутоју де Сус (рум. Butoiu de Sus) насеље је у Румунији у округу Дамбовица у општини Хулубешти. Oпштина се налази на надморској висини од 276 m.

## Становништво
Према подацима из 2002. године у насељу је живело 800 становника, од којих су сви румунске националности.